# Orlando International Airport

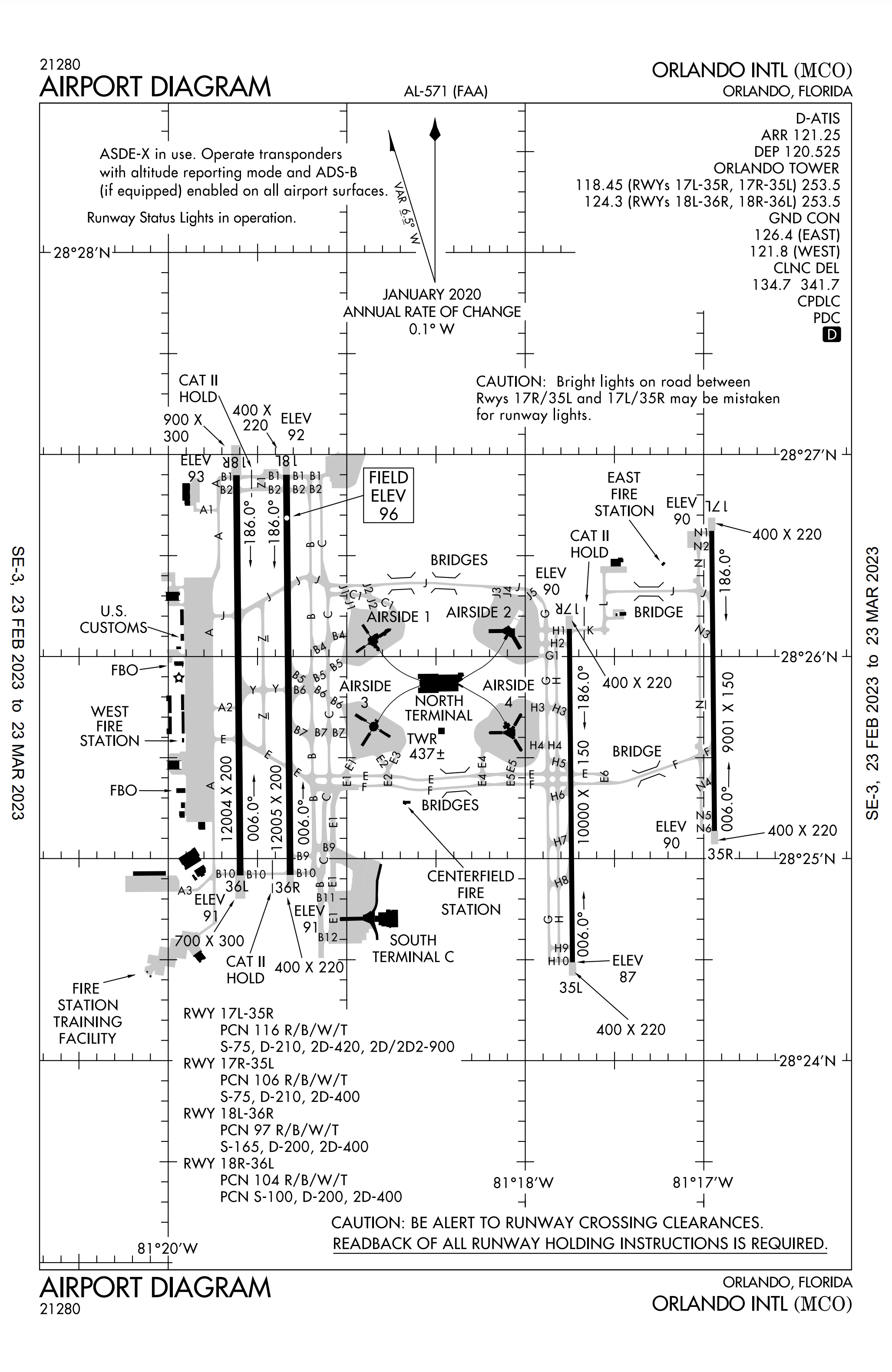
FAA airport diagram

Orlando International Airport (IATA: MCO, ICAO: KMCO, FAA LID: MCO) är Floridas livligaste flygplats. Den ligger ca 10 km sydöst om centrala Orlando, Florida i USA. Flygplatskoden MCO står för flygplatsens tidigare namn, McCoy Air Force Base, en strategisk luftkommando (SAC) installation, som stängdes 1975 som en del av en allmän militär neddragning efter slutet av Vietnamkriget.
Flygplatsen fungerar som ett nav för Silver Airways, en operativ bas för Avelo Airlines, JetBlue, Southwest Airlines och Spirit Airlines, samt en fokusstad för Frontier Airlines. Southwest är flygplatsens största transportör av passagerare. Flygplatsen är också en viktig internationell inkörsport för regionen mitt i Florida, med över 850 dagliga flygningar på 44 flygbolag. Flygplatsen betjänar också 135 inhemska och internationella destinationer. På 4 696 ha är MCO en av de största kommersiella flygplatserna när det gäller landyta i USA. Dessutom är flygplatsen platsen för en underhållsbas för United Airlines. Flygplatsen var också ett nav för Delta Air Lines fram till 2007.

## Flygbolag och destinationer
Följande flygbolag erbjuder året runt och säsongsbetonade reguljär- och charterflyg på Orlando Airport: 
| Flygbolag               | Destinationer | Refs   |
| ----------------------- | --- | ------ |
| Aer Lingus              | Dublin, Manchester (UK) | [ 7 ]  |
| Aeroméxico              | Mexico City | [ 8 ]  |
| Air Canada              | Toronto–Pearson | [ 9 ]  |
| Air Canada Rouge        | Montréal–Trudeau, Toronto–Pearson Säsong: Halifax, Ottawa | [ 10 ] |
| Air Transat             | Montréal–Trudeau, Toronto–Pearson Säsong: Halifax, Moncton, Québec City | [ 11 ] |
| Alaska Airlines         | Portland (OR), San Diego, San Francisco, Seattle/Tacoma | [ 12 ] |
| Allegiant Air           | Allentown (begins May 16, 2024), Asheville (begins May 3, 2024), Knoxville (begins May 17, 2024) | [ 14 ] |
| American Airlines       | Austin, Charlotte, Chicago–O'Hare, Dallas/Fort Worth, Los Angeles, Miami, Philadelphia, Phoenix–Sky Harbor, Washington–National | [ 15 ] |
| Avelo Airlines          | Binghamton, Brownsville/South Padre Island, Dubuque, Kalamazoo, Lansing, Mosinee/Wausau, New Haven (CT), Wilmington (DE), Wilmington (NC) Säsong: Greenville/Spartanburg, Mobile–International | [ 17 ] |
| Avianca                 | Bogotá Säsong: Medellín–JMC | [ 18 ] |
| Avianca Ecuador         | Quito | [ 19 ] |
| Avianca El Salvador     | San Salvador | [ 18 ] |
| Azul Brazilian Airlines | Belo Horizonte–Confins, Campinas, Recife | [ 20 ] |
| Bahamasair              | Nassau Säsong: Freeport | [ 21 ] |
| Breeze Airways          | Akron/Canton, Burlington (VT) (begins February 14, 2024), Charleston (SC), Charleston (WV), Evansville (begins February 23, 2024), Fayetteville/Bentonville, Huntsville, Newburgh (begins February 15, 2024), New Orleans, Plattsburgh, Portland (ME), Providence, Springfield (IL), Wilkes-Barre/Scranton (begins January 30, 2024) Säsong: Hartford (begins May 29, 2024), Madison (begins February 14, 2024), Orange County | [ 24 ] |
| British Airways         | London–Gatwick | [ 25 ] |
| Canada Jetlines         | Toronto–Pearson | [ 26 ] |
| Caribbean Airlines      | Port of Spain | [ 27 ] |
| Copa Airlines           | Panama City–Tocumen | [ 28 ] |
| Delta Air Lines         | Atlanta, Austin, Boston, Cincinnati, Detroit, Los Angeles, Miami, Minneapolis/St. Paul, New York–JFK, New York–LaGuardia, Raleigh/Durham, Salt Lake City, Seattle/Tacoma, Washington–National Säsong: Amsterdam, White Plains | [ 29 ] |
| Discover Airlines       | Frankfurt | [ 30 ] |
| Emirates                | Dubai–International | [ 31 ] |
| Frontier Airlines       | Aguadilla, Antigua, Atlanta, Austin, Baltimore, Boston, Buffalo, Cancún, Cedar Rapids/Iowa City, Charlotte, Chicago–Midway, Chicago–O'Hare, Cincinnati, Cleveland, Columbus–Glenn, Cozumel, Dallas/Fort Worth, Denver, Detroit, Grand Rapids, Harrisburg, Hartford, Houston–Hobby, Houston–Intercontinental, Indianapolis, Las Vegas, Long Island/Islip, Memphis, Milwaukee, Montego Bay, Nashville, New Orleans, New York–LaGuardia, Norfolk, Ontario, Philadelphia, Phoenix–Sky Harbor, Ponce, Portland (ME), Providenciales, Punta Cana, Raleigh/Durham, St. Louis, St. Thomas, San Antonio, San Diego, San Juan, Santo Domingo–Las Américas, Syracuse, Trenton Säsong: Bloomington/Normal, Des Moines, Fargo, Green Bay, Knoxville, Louisville, Madison, Minneapolis/St. Paul, Oklahoma City, Omaha, Pittsburgh, St. Maarten, San Francisco | [ 32 ] |
| Gol Transportes Aéreos  | Brasília | [ 33 ] |
| Iberojet                | Säsong: Madrid (begins June 23, 2024) | [ 35 ] |
| Icelandair              | Säsong: Reykjavík–Keflavík | [ 36 ] |
| JetBlue                 | Aguadilla, Albany, Boston, Buffalo, Cancún, Hartford, Los Angeles, Montego Bay, Nassau, Newark, New York–JFK, New York–LaGuardia, Ponce, Providence, Punta Cana, Raleigh/Durham, Richmond, Salt Lake City, San José (CR), San Juan, Santiago de los Caballeros, Santo Domingo–Las Américas, Syracuse, Washington–National, White Plains, Worcester | [ 37 ] |
| LATAM Brasil            | São Paulo–Guarulhos | [ 38 ] |
| LATAM Colombia          | Bogotá | [ 39 ] |
| Lynx Air                | Calgary, Montréal–Trudeau, Toronto–Pearson, Vancouver | [ 40 ] |
| Norse Atlantic Airways  | London–Gatwick | [ 41 ] |
| Porter Airlines         | Ottawa, Toronto–Pearson | [ 42 ] |
| Silver Airways          | Fort Lauderdale, Greenville/Spartanburg, Huntsville, Key West, Marsh Harbour, North Eleuthera, Pensacola | [ 43 ] |
| Southwest Airlines      | Albany, Aruba, Atlanta, Austin, Baltimore, Birmingham (AL), Boston, Buffalo, Cancún (begins June 4, 2024), Chicago–Midway, Chicago–O'Hare, Cincinnati, Cleveland, Columbus–Glenn, Dallas–Love, Denver, El Paso, Fort Lauderdale, Fort Myers, Grand Cayman (begins June 4, 2024), Hartford, Houston–Hobby, Houston–Intercontinental, Indianapolis, Jackson (MS), Kansas City, Las Vegas, Long Island/Islip, Louisville, Manchester (NH), Memphis, Milwaukee, Montego Bay, Nashville, Nassau (begins June 4, 2024), New Orleans, Norfolk, Oklahoma City, Philadelphia, Phoenix–Sky Harbor, Pittsburgh, Providence, Providenciales (begins June 4, 2024), Punta Cana (begins June 4, 2024), Raleigh/Durham, Rochester (NY), Sacramento (resumes March 9, 2024), St. Louis, San Antonio, San José (CR) (begins June 4, 2024), San Juan, Syracuse, Washington–National Säsong: Albuquerque, Des Moines, Detroit, Grand Rapids, Long Beach, Minneapolis/St. Paul, New York–LaGuardia, Omaha, Portland (ME), Salt Lake City, Tulsa | [ 49 ] |
| Spirit Airlines         | Atlanta, Atlantic City, Austin, Baltimore, Bogotá, Boston, Cancún, Cartagena, Charlotte, Chicago–O'Hare, Cleveland, Columbus–Glenn, Dallas/Fort Worth, Detroit, Fort Lauderdale, Guatemala City, Hartford, Houston–Intercontinental, Indianapolis, Kansas City, Las Vegas, Latrobe/Pittsburgh, Louisville, Manchester (NH), Medellín–JMC, Memphis, Milwaukee, Montego Bay, Myrtle Beach, Nashville, Newark, New Orleans, New York–LaGuardia, Norfolk, Philadelphia, Pittsburgh, Punta Cana, Raleigh/Durham, Richmond, Rochester (NY), St. Louis, St. Thomas, Salt Lake City, San Antonio, San José (CR), San Juan, San Pedro Sula, Tulum (begins March 28, 2024) | [ 51 ] |
| Sun Country Airlines    | Minneapolis/St. Paul Säsong: Eau Claire, Green Bay, Madison, Milwaukee | [ 53 ] |
| Sunwing Airlines        | Säsong: Halifax, Toronto–Pearson, Winnipeg |        |
| United Airlines         | Chicago–O'Hare, Cleveland, Denver, Houston–Intercontinental, Los Angeles, Newark, San Francisco, Washington–Dulles | [ 54 ] |
| Virgin Atlantic         | London–Heathrow, Manchester (UK) Säsong: Edinburgh | [ 55 ] |
| Viva Aerobus            | Mérida (begins July 1, 2024), Monterrey (resumes May 9, 2024) | [ 57 ] |
| Volaris                 | Guadalajara, Mexico City | [ 58 ] |
| WestJet                 | Calgary, Toronto–Pearson, Vancouver Säsong: Edmonton, Halifax, Hamilton (ON), Ottawa, Regina, St. John's, Saskatoon, Winnipeg | [ 59 ] |